# Araia
Araia és una població del terme municipal de l'Alcora, a la comarca de l'Alcalatén (País Valencià). L'any 2014 tenia 64 habitants.
És a 7,5 quilòmetres de l'Alcora, en la part occidental del terme. El llogaret hi és regat pel barranc homònim, el qual desemboca al pantà de Sitjar. Araia va formar part de la Tinença d'Alcalatén. Apareix documentada el 1283, en un privilegi atorgat a Pere Ximén d'Urrea per part de Pere III d'Aragó. El 1418, amb el despoblament de la Pobla d'Alcalatén, el lloc passa a formar part de l'Alcora. El 1873 es construeix l'edifici més notable de l'aldea, l'ermita dedicada als Sants Joaquim i Anna. El temple està construït en maçoneria i absis semicircular. A més d'Araia, presta servei a masades veïnes. La pedania celebra les seues festes patronals a la segona setmana d'agost.